# هونگدئوک-گو
هونگدئوک-گو (به لاتین: Heungdeok-gu) یک منطقهٔ مسکونی در کره جنوبی است که در چئونگ‌جو واقع شده‌است. هونگدئوک-گو ۱۹۸٫۲۷ کیلومتر مربع مساحت و ۲۵۴٬۳۲۹ نفر جمعیت دارد.